# Josetsu
Taikō Josetsu,  (如拙?) (Kyūshū, 1380 – Kyoto, 1496), è stato un pittore giapponese della scuola Muromachi Suiboku (pittura ad inchiostro).

## Biografia

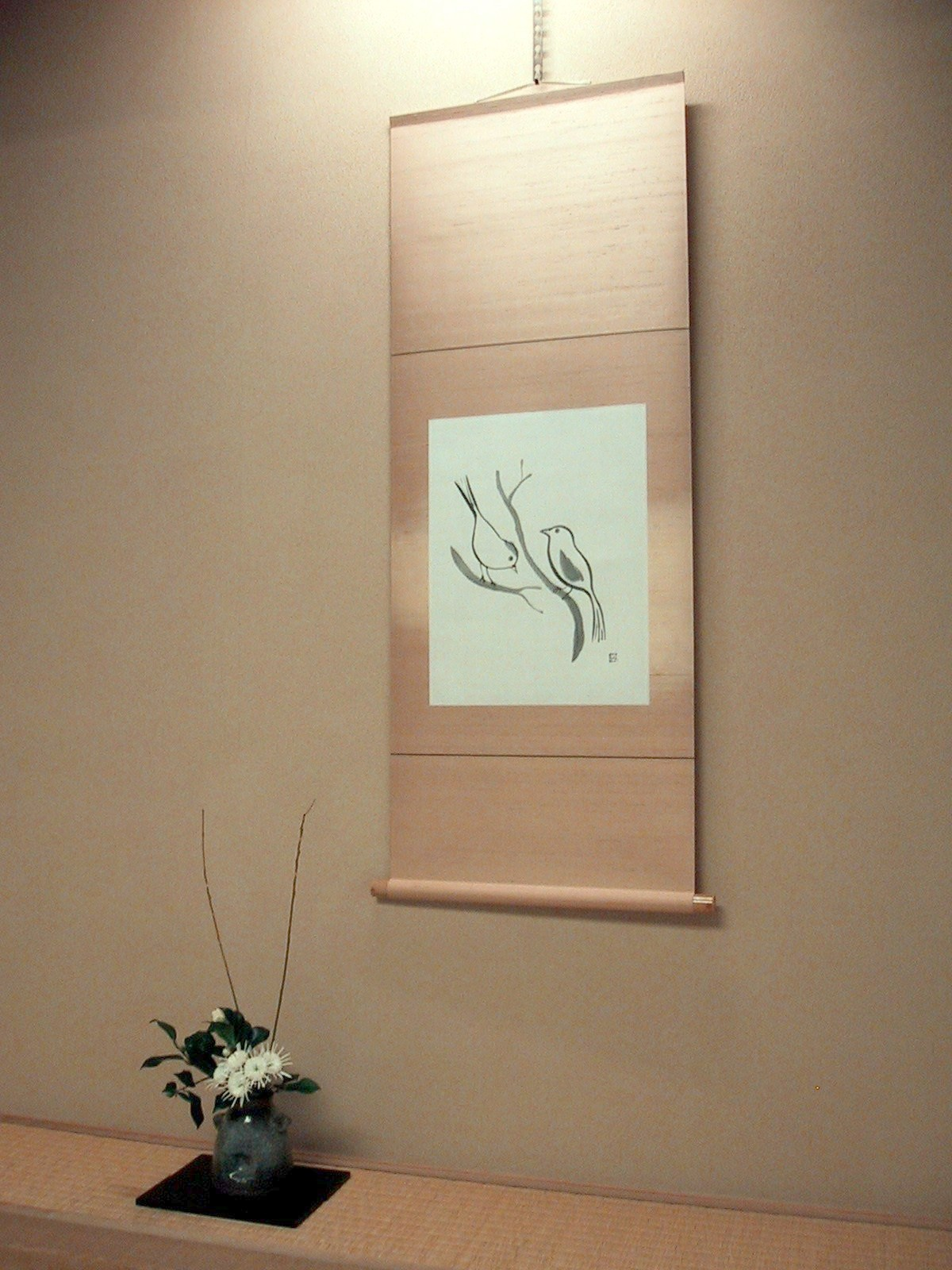
Kakemono e ikebana

Josetsu fu un monaco buddhista Zen del monastero Shokoku presso Kyoto.
Di Josetsu si conoscono pochissime notizie biografiche.
Josetsu visse in un periodo storico difficile per il Giappone da un punto di vista storico, politico e sociale, perché lo  shogunato Ashikaga nel XV secolo non riuscì a controllare i signori della guerra feudali (daimyō) e ciò provocò lo scoppio di una guerra civile; dal 1467 al 1568 il caos politico del Paese diede vita a infinite battaglie, che costituirono il periodo Sengoku ("periodo degli stati belligeranti").
Inoltre in Cina, durante la dinastia Song, si verificò una originale simbiosi tra taoismo e buddhismo che ebbe conseguenze anche sulla letteratura e sull'arte. In Giappone, ai tempi di Josetsu, furono importanti le influenze artistiche provenienti dalla Cina. Nell'arte si sviluppò la concezione dell'essenziale e quindi la rappresentazione della realtà, in comunione con la natura.
Durante la sua carriera di artista Josetsu si espresse soprattutto come geniale pittore paesaggista in sumi-e (pittura a inchiostro e acqua).
Tra i suoi capolavori si può citare Hyōnen-zu ("Pescando un pesce gatto con una lasca", 1413), un kakemono, rappresentante una verità tradizionale Zen: la difficoltà di esprimere la realtà con le parole.
L'opera, collocabile nell'arte del periodo Song, fu commissionata da Ashikaga Yoshimochi, il quarto shōgun Muromachi, e si caratterizzò per temi a metà strada fra la paesaggistica e le figure doshaku, impreziositi da note umoristiche e di grazia.

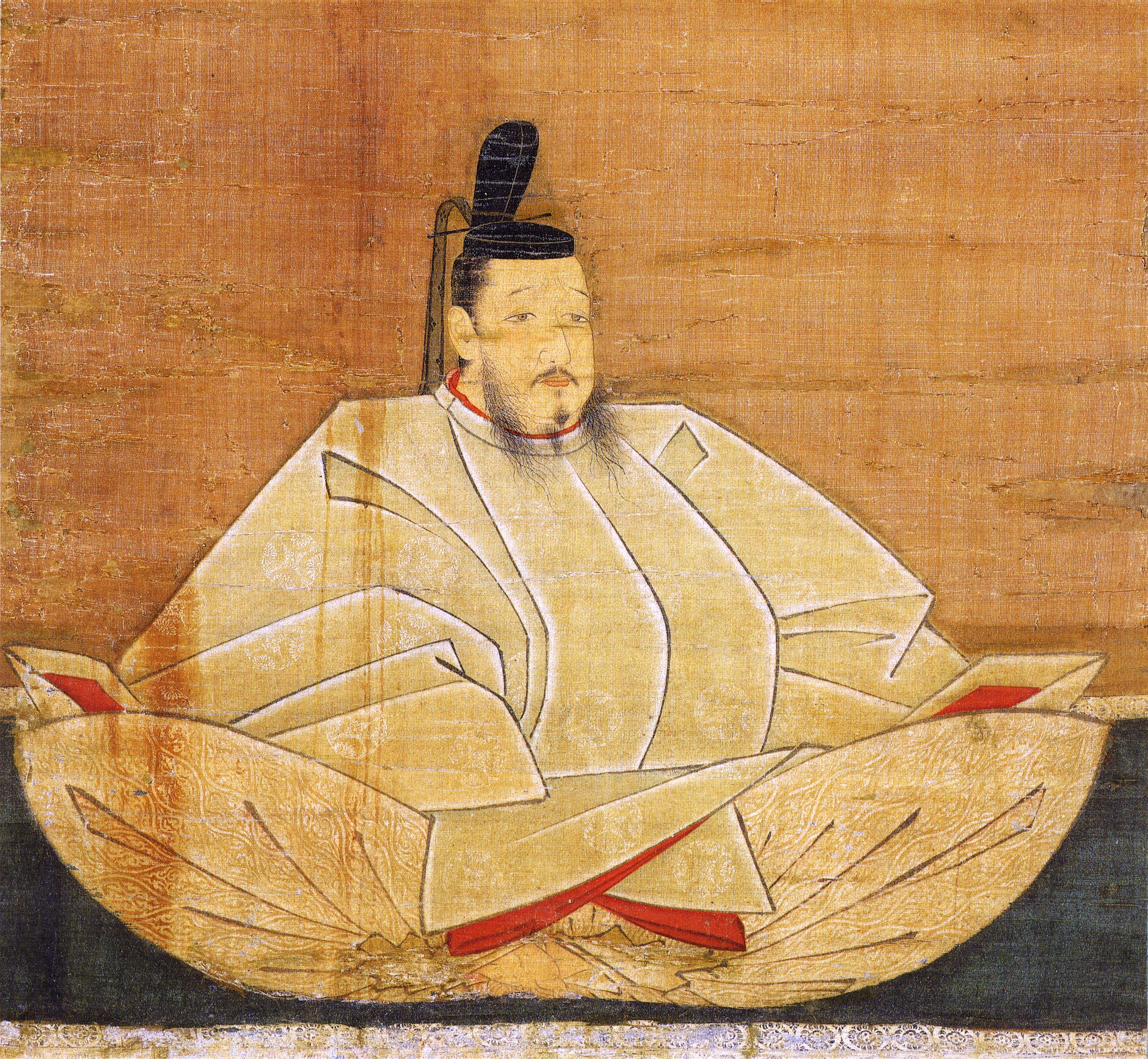
Ritratto di Ashikaga Yoshimochi

Il kakemono è un dipinto su carta o seta organizzato a guisa di rotolo che si apre in verticale.
Un'altra opera attribuita a Josetsu è Saimon Shingetsu ("Luna nuova al di sopra del cancello di legno di bosco") ispirata all'arte Song e Yüan.
I Tre Maestri è un ritratto immaginario dei tre fondatori di confucianesimo, buddhismo e taoismo: Confucio, Laozi e Gautama Buddha. Infine Wang Xizhi ("Il calligrafo  sui ventilatori") mostra il grande calligrafo cinese Wang Xizhi che scrive sui vecchi ventilatori per i bambini.
Josetsu, assieme a Minchō (1352-1451), è considerato il più importante artista della pittura monocromatica del XV secolo.